# Sabulodes dositheata
Sabulodes dositheata är en fjärilsart som beskrevs av Achille Guenée 1858. Sabulodes dositheata ingår i släktet Sabulodes och familjen mätare. Inga underarter finns listade.